# Бобок
Бобок (рум. Boboc) — село у повіті Бузеу в Румунії. Входить до складу комуни Кокірлянка.
Село розташоване на відстані 109 км на північний схід від Бухареста, 13 км на схід від Бузеу, 85 км на захід від Галаца, 119 км на південний схід від Брашова.

## Населення
За даними перепису населення 2002 року у селі проживали 1809 осіб. Рідною мовою 1808 осіб (99,9%) назвали румунську.
Національний склад населення села:
| Національність | Кількість осіб | Відсоток |
| -------------- | -------------- | -------- |
| румуни         | 1802           | 99,6%    |
| цигани         | 7              | 0,4%     |